# Leichtathletik-Europameisterschaften 1946/100 m der Frauen

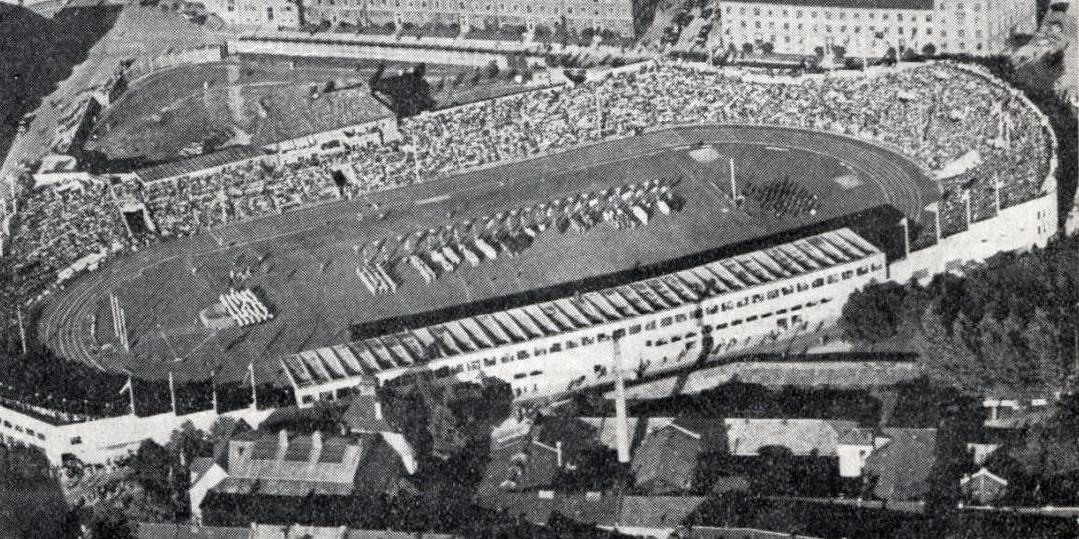
Das Bislett-Stadion in Oslo kurz nach den Europameisterschaften

Der 100-Meter-Lauf der Frauen bei den Leichtathletik-Europameisterschaften 1946 wurde am 22. August 1946 im Bislett-Stadion der norwegischen Hauptstadt Oslo ausgetragen.
Europameisterin wurde Jewgenija Setschenowa aus der Sowjetunion. Sie gewann vor der Britin Winifred Jordan. Bronze ging an die Französin Claire Brésolles.

## Rekorde

### Bestehende Rekorde
| Weltrekord           | 11,6 s | Helen Stephens         | Kansas City, USA                               | 8. Juni 1935       |
| Weltrekord           | 11,6 s | Stanisława Walasiewicz | Berlin, Deutsches Reich                        | 1. August 1937     |
| Europarekord         | 11,6 s | Stanisława Walasiewicz | Berlin, Deutsches Reich                        | 1. August 1937     |
| Meisterschaftsrekord | 11,9 s | Stanisława Walasiewicz | EM in Wien, Deutsches Reich (heute Österreich) | 17. September 1938 |

### Rekordegalisierung / -verbesserung
Der bestehende EM-Rekord wurde egalisiert und ein Landesrekord wurde neu aufgestellt.
- Meisterschaftsrekord: 11,9 s (egalisiert) – Jewgenija Setschenowa (Sowjetunion), Finale am 22. August
- Landesrekord: 12,5 s – Hilde Nissen (Dänemark), vierter Vorlauf am 22. August

## Durchführung
Der gesamte Wettbewerb wurde an einem Tag abgewickelt. Die Vorläufe (ab 17.35 Uhr), Halbfinals und das Finale fanden am 22. August 1946 statt.

## Vorrunde
22. August 1946, 17.35 Uhr
Die Vorrunde wurde in vier Läufen durchgeführt. Die ersten drei Athletinnen pro Lauf – hellblau unterlegt – qualifizierten sich für das Halbfinale.

### Vorlauf 1
| Platz | Name                | Nation         | Zeit (s) |
| ----- | ------------------- | -------------- | -------- |
| 1     | Fanny Blankers-Koen | Niederlande    | 12,4     |
| 2     | Sylvia Cheeseman    | Großbritannien | 12,8     |
| 3     | Monique Drilhon     | Frankreich     | 12,9     |
| 4     | Mieczyslawa Moder   | Polen          | 13,0     |
| 5     | Kerstin Josefsson   | Schweden       | 13,0     |
| 6     | Liv Paulsen         | Norwegen       | 13,2     |

### Vorlauf 2

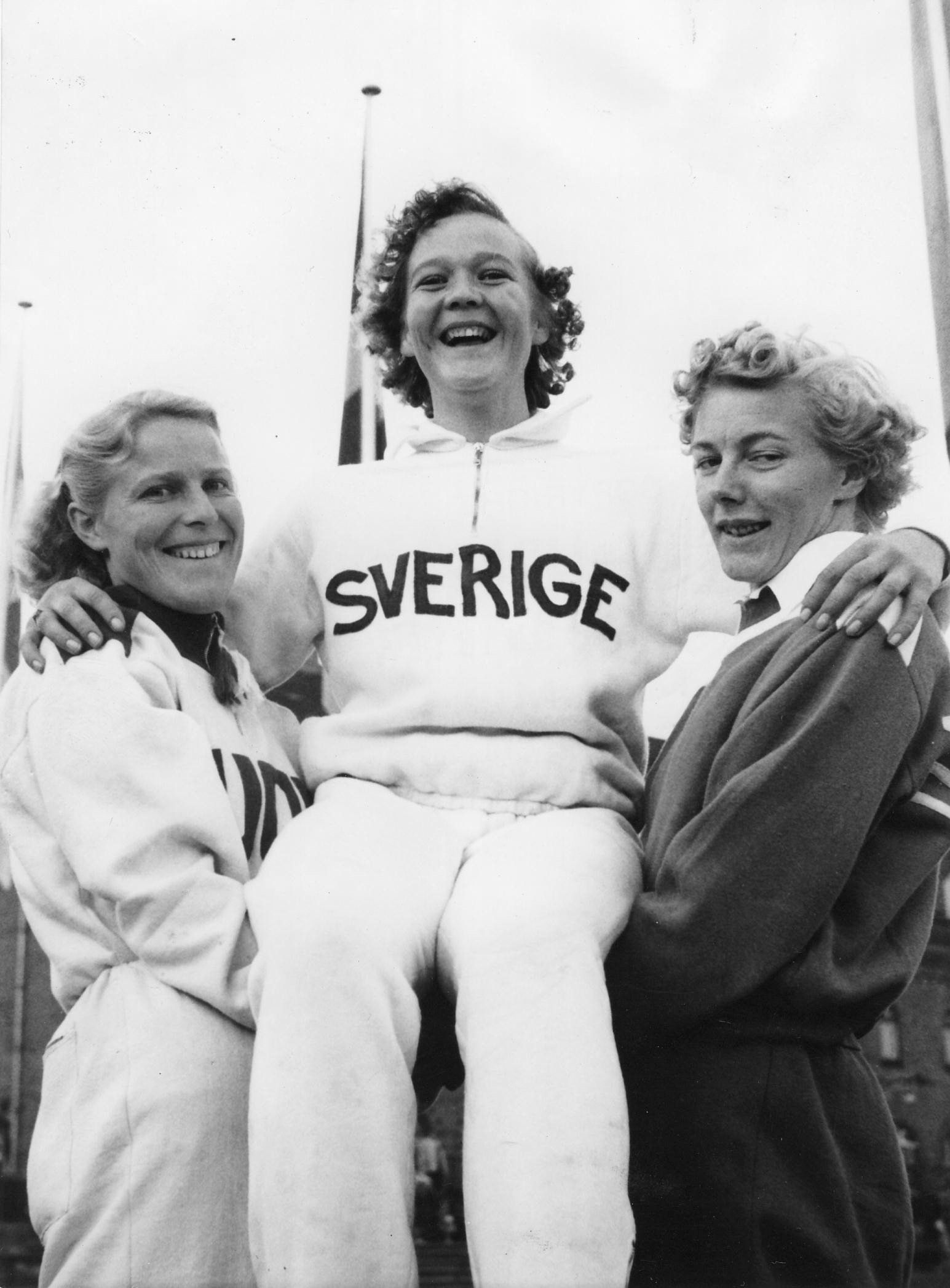
Greta Magnusson (Mitte) – im Weitsprung auf Platz sieben – schied als Vierte des zweiten Vorlaufs aus

| Platz | Name                  | Nation           | Zeit (s) |
| ----- | --------------------- | ---------------- | -------- |
| 1     | Jewgenija Setschenowa | Sowjetunion      | 12,0     |
| 2     | Nettie Timmer         | Niederlande      | 12,4     |
| 3     | Maureen Dyson         | Großbritannien   | 12,4     |
| 4     | Greta Magnusson       | Schweden         | 12,5     |
| 5     | Dana Hiklová          | Tschechoslowakei | 12,7     |

### Vorlauf 3
| Platz | Name                   | Nation           | Zeit (s) |
| ----- | ---------------------- | ---------------- | -------- |
| 1     | Winifred Jordan        | Großbritannien   | 12,2     |
| 2     | Stanisława Walasiewicz | Polen            | 12,5     |
| 3     | Vera Bemová            | Tschechoslowakei | 12,5     |
| 4     | Solveig Toms           | Norwegen         | 12,6     |

### Vorlauf 4
| Platz | Name             | Nation      | Zeit (s) |
| ----- | ---------------- | ----------- | -------- |
| 1     | Claire Brésolles | Frankreich  | 12,2     |
| 2     | Gerda Koudijs    | Niederlande | 12,3     |
| 3     | Ann-Britt Leyman | Schweden    | 12,4     |
| 4     | Hilde Nissen     | Dänemark    | 12,5 NR  |
| 5     | Irena Hejducka   | Polen       | 13,2     |

## Halbfinale
22. August 1946
In den beiden Halbfinalläufen qualifizierten sich die jeweils ersten drei Athletinnen – hellblau unterlegt – für das Finale.

### Lauf 1

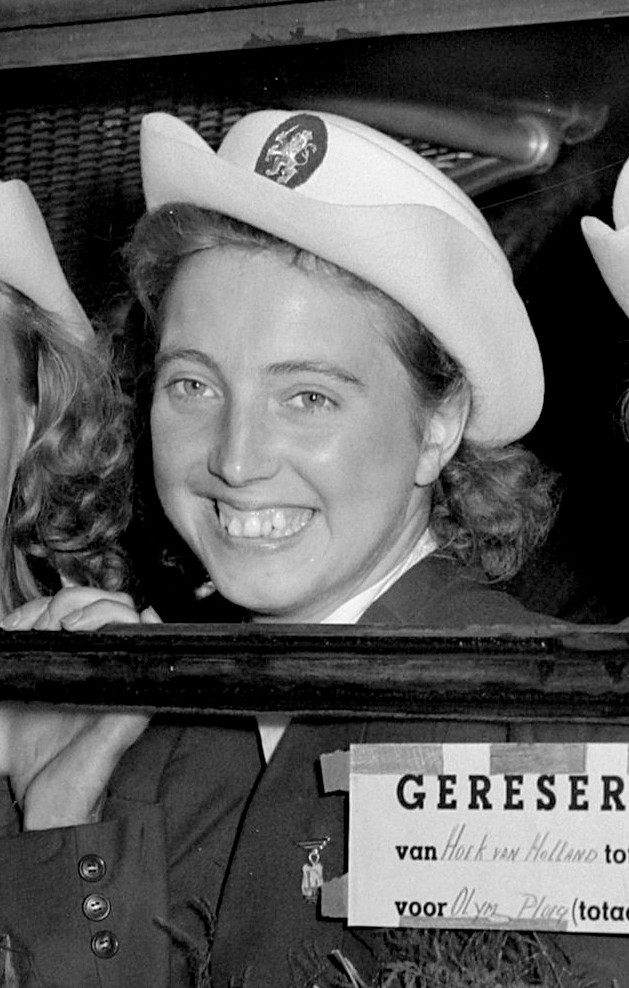
Nettie Timmer – ausgeschieden als Vierte des ersten Halbfinals
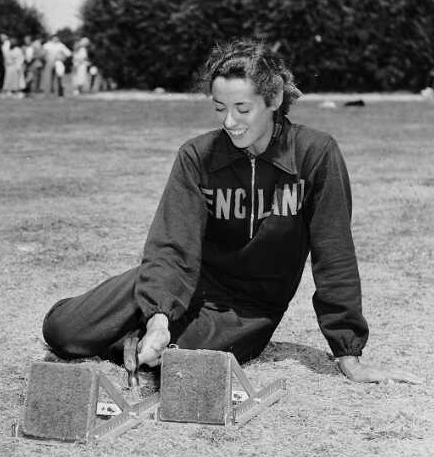
Als Fünfte des zweiten Halbfinals erreichte Sylvia Cheeseman nicht das Finale

| Platz | Name                  | Nation           | Zeit (s) |
| ----- | --------------------- | ---------------- | -------- |
| 1     | Jewgenija Setschenowa | URS              | 12,0     |
| 2     | Winifred Jordan       | Großbritannien   | 12,4     |
| 3     | Gerda Koudijs         | Niederlande      | 12,5     |
| 4     | Nettie Timmer         | Niederlande      | 12,6     |
| 5     | Sylvia Cheeseman      | Großbritannien   | 12,7     |
| 6     | Vera Bemová           | Tschechoslowakei | 12,7     |

### Lauf 2

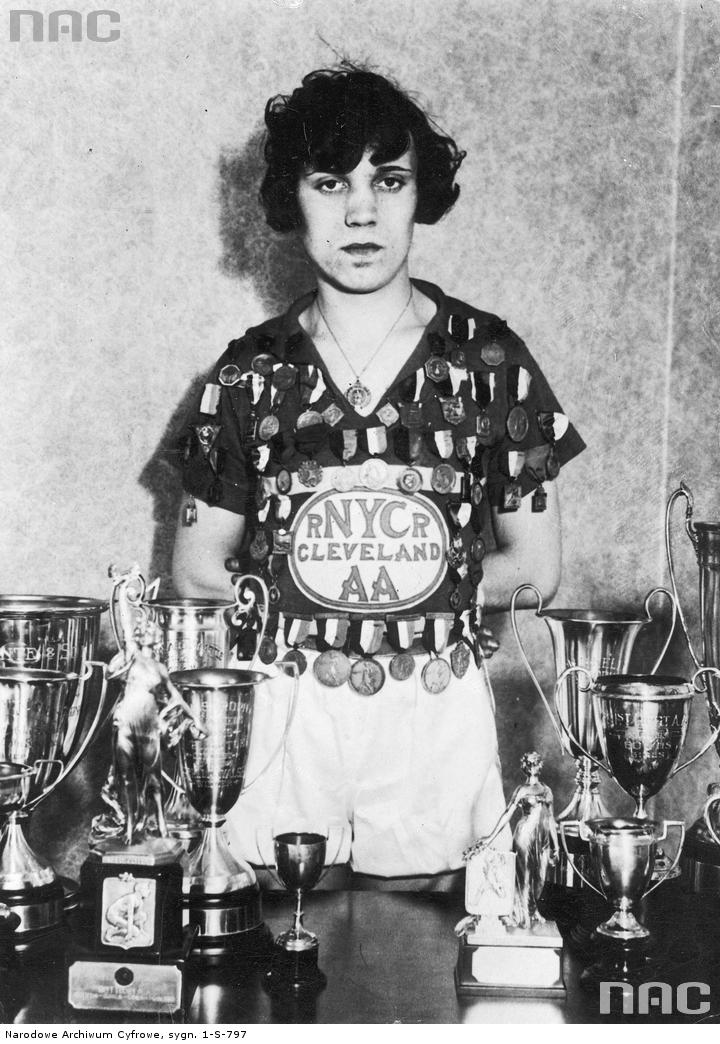
Titelverteidigerin Stanisława Walasiewicz verpasste den Endlauf im zweiten Halbfinale deutlich
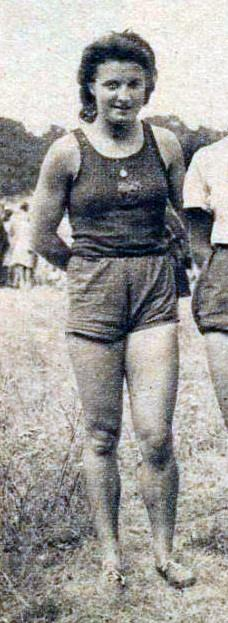
Monique Drilhorn erreichte das Halbfinale und schied dann aus
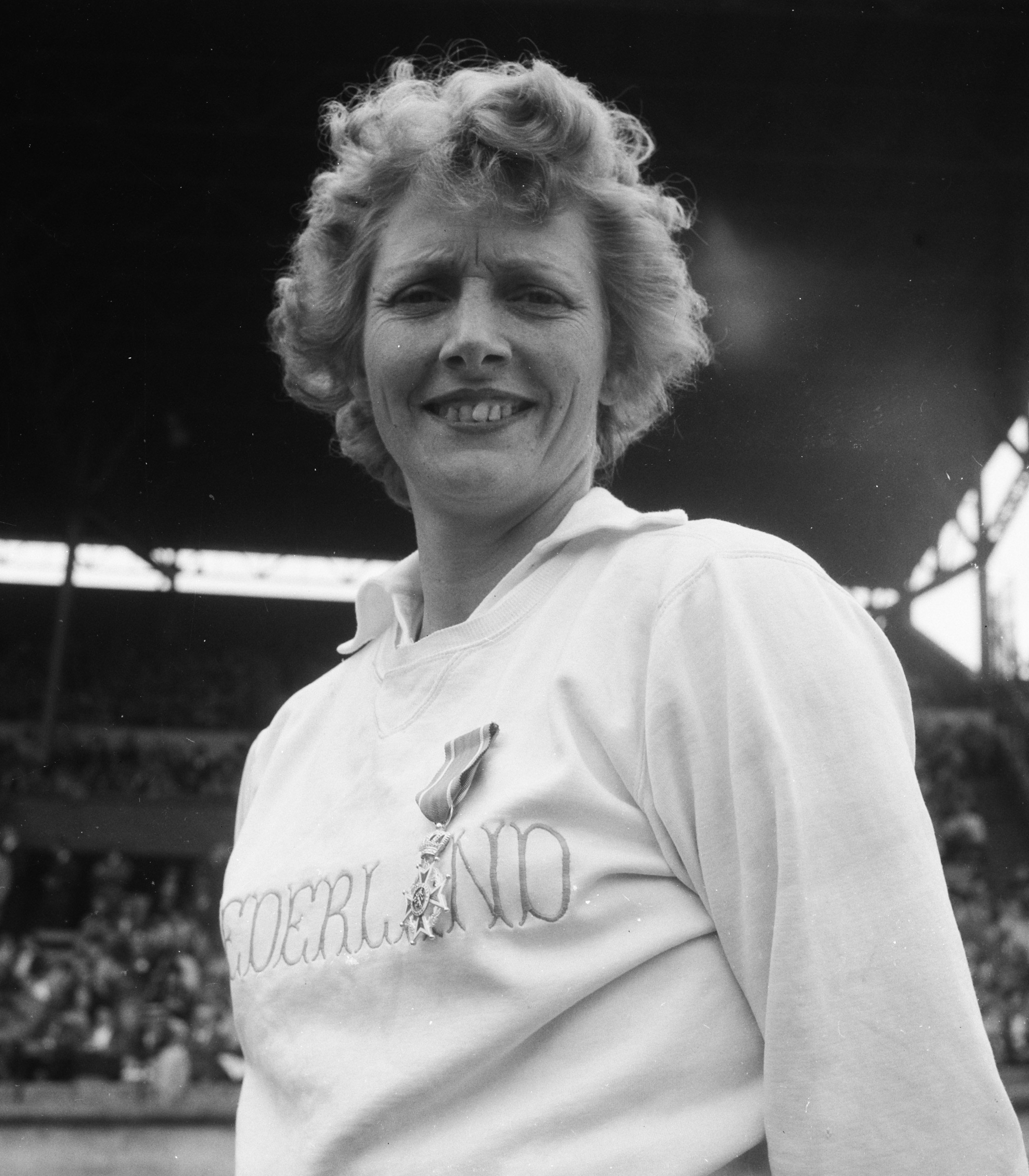
Für Fanny Blankers-Koen war im Halbfinale Endstation, nachdem sie das Ziel nicht erreicht hatte

| Platz | Name                   | Nation         | Zeit (s) |
| ----- | ---------------------- | -------------- | -------- |
| 1     | Maureen Dyson          | Großbritannien | 12,2     |
| 2     | Claire Brésolles       | Frankreich     | 12,3     |
| 3     | Ann-Britt Leyman       | Schweden       | 12,3     |
| 4     | Stanisława Walasiewicz | Polen          | 12,6     |
| 5     | Monique Drilhon        | Frankreich     | 12,7     |
| DNF   | Fanny Blankers-Koen    | Niederlande    |          |

## Finale
22. August 1946
| Platz | Name                  | Nation         | Zeit (s) |
| ----- | --------------------- | -------------- | -------- |
| 1     | Jewgenija Setschenowa | Sowjetunion    | 11,9 CRe |
| 2     | Winifred Jordan       | Großbritannien | 12,2     |
| 3     | Claire Brésolles      | Frankreich     | 12,2     |
| 4     | Ann-Britt Leyman      | Schweden       | 12,2     |
| 5     | Maureen Dyson         | Großbritannien | 12,2     |
| 6     | Gerda Koudijs         | Niederlande    | 12,4     |

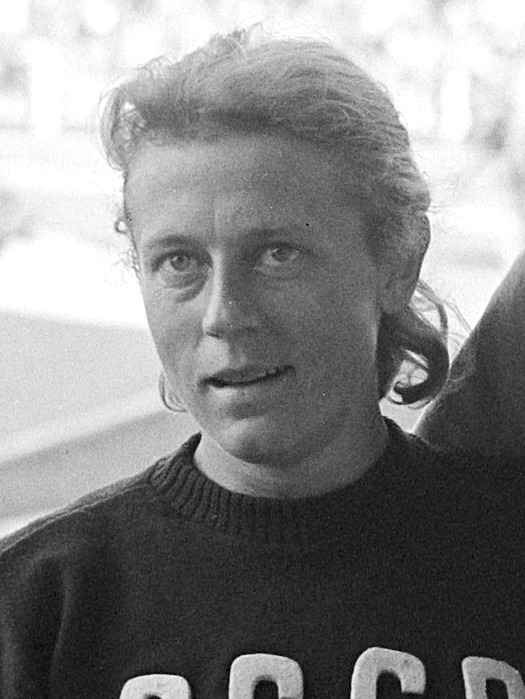
Europameisterin Jewgenia Setschenowa

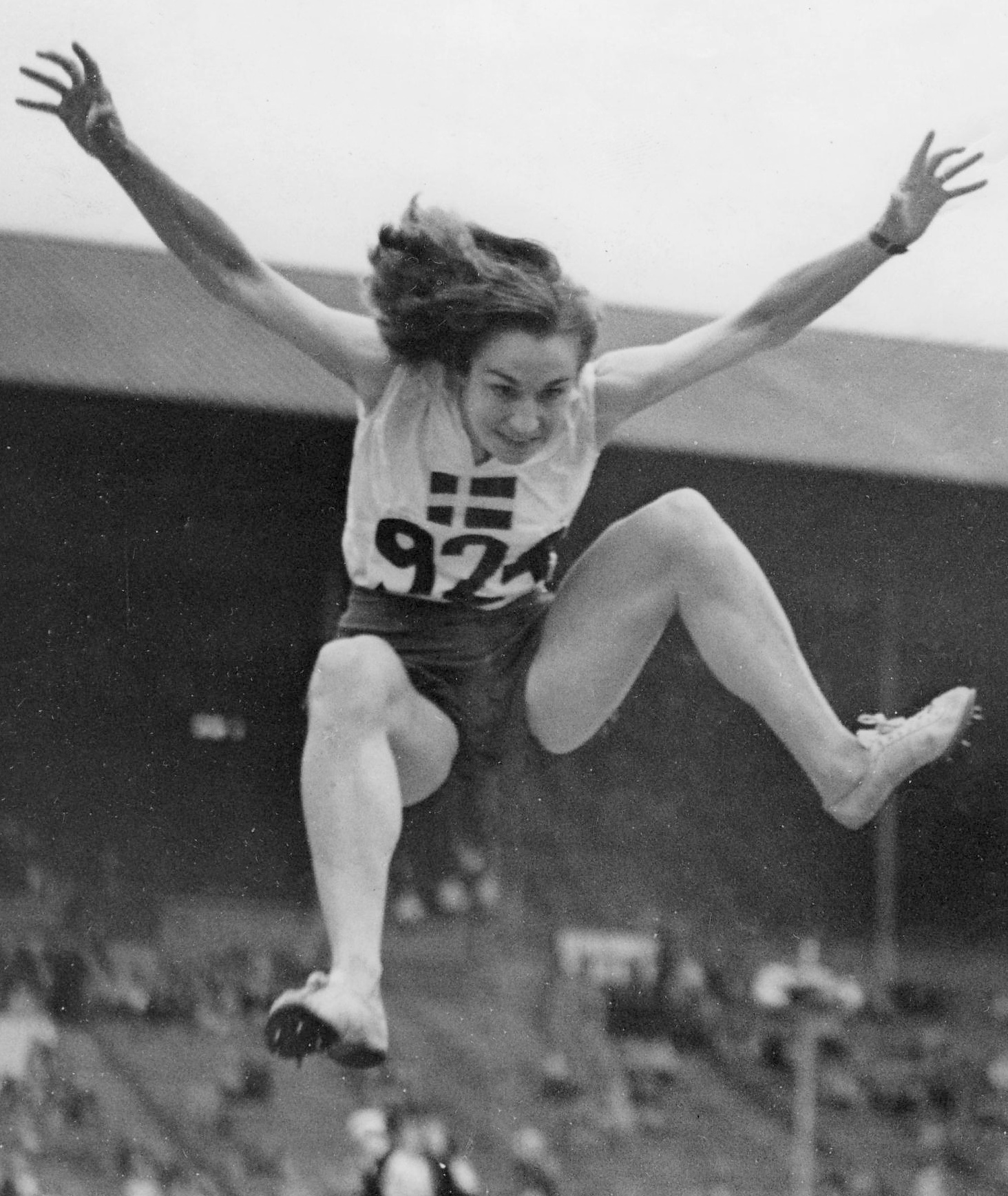
Ann-Britt Leyman – hier im Weitsprung – kam auf den vierten Platz
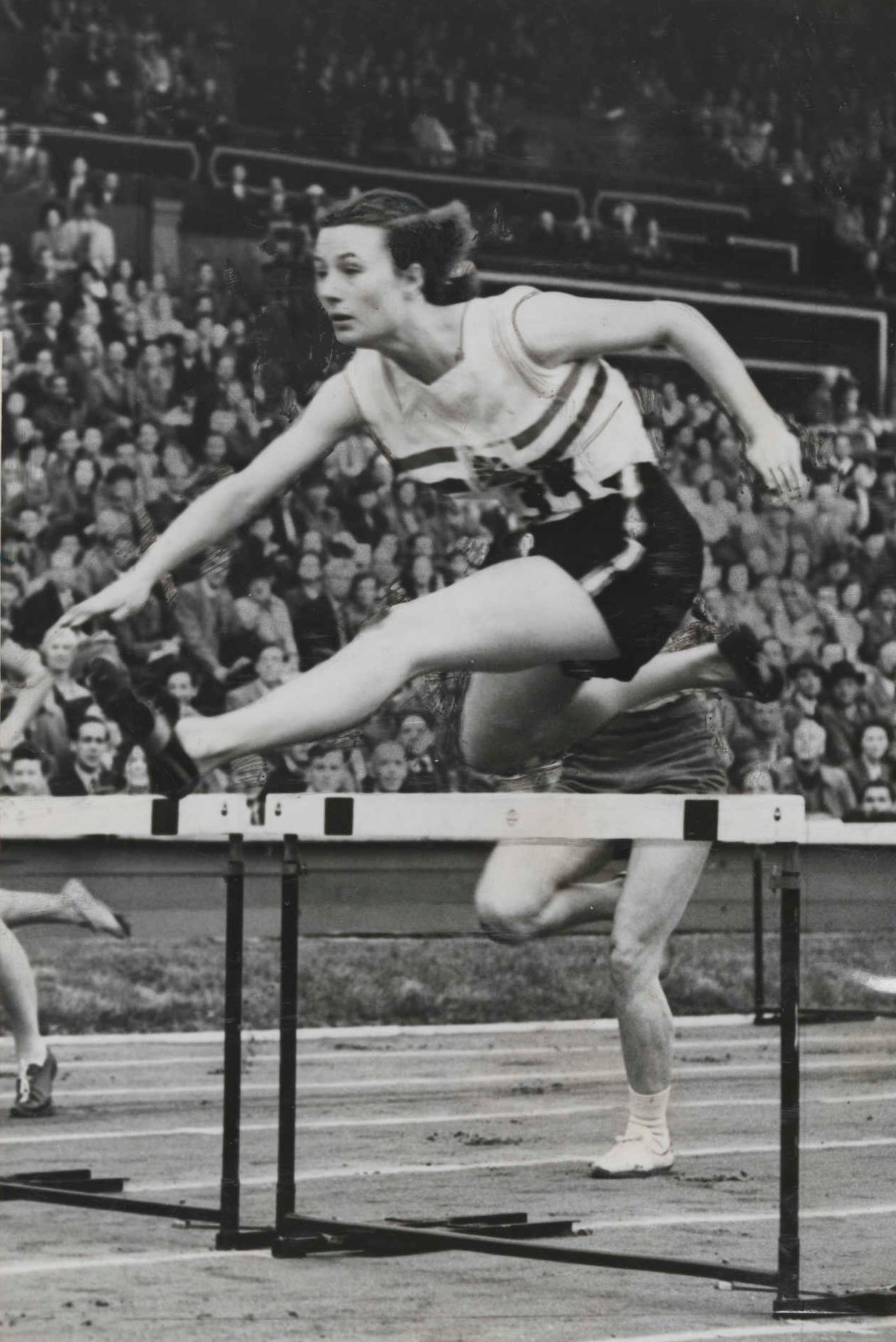
Maureen Dysan, spätere Maureen Gardner (hier als Hürdensprinterin), belegte Rang fünf
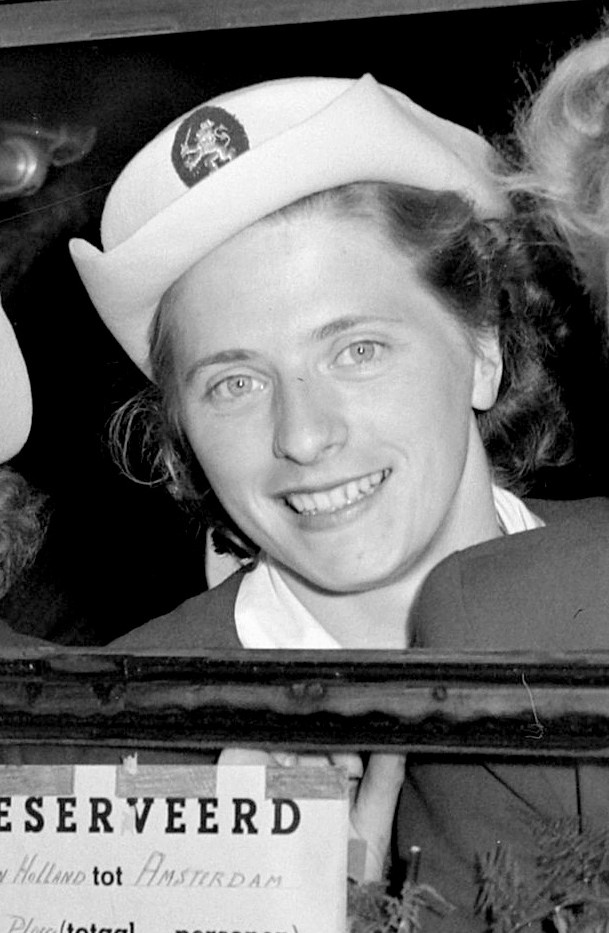
Gerda Koudijs, spätere Gerda van der Kade-Koudijs, erreichte im Finale Platz sechs